# الجریده
الجریده (عربی: الجريدة) یک روزنامه «سیاسی» می‌باشد که در کویت توسط شرکت «الجریده» «روزنامه‌نگاری و انتشار» از تاریخ ۲ ژوئن ۲۰۰۷ منتشر می‌شود. صاحب این روزنامه محمد جاسم الصقر می‌باشد. رئیس تحریریه خالد هلال المطیری است. این روزنامه مواضع سکولار دارد.
در تاریخ ۹ می ۲۰۱۲، سردبیر روزنامه، ۵٬۰۰۰ دینار (۱۷٬۵۵۰ دلار) توسط مقامات کویتی به دلیل انتشار مقال‌هایی با جزئیات مصاحبه‌ای میان امیر و نمایندگان مجلس سابق جریمه شد.